# Сульфид хрома(III)
Сульфид хрома(III) — неорганическое соединение, соль металла хрома и сероводородной кислоты с формулой Cr2S3,
чёрно-коричневые кристаллы,
гидролизуется водой.

## Получение
- Действие паров серы на нагретый хром:

{\displaystyle {\mathsf {2Cr+3S\ {\xrightarrow {700^{o}C}}\ Cr_{2}S_{3}}}}
- Сплавление оксида хрома(III) с серой:

{\displaystyle {\mathsf {2Cr_{2}O_{3}+9S\ {\xrightarrow {T}}\ 2Cr_{2}S_{3}+3SO_{2}}}}
- Пропускание сероводорода через нагретый оксид хрома(III):

{\displaystyle {\mathsf {Cr_{2}O_{3}+3H_{2}S\ {\xrightarrow {440^{o}C}}\ Cr_{2}S_{3}+3H_{2}O}}}

## Физические свойства
Сульфид хрома(III) образует чёрно-коричневые кристаллы, гидролизуется водой.

## Химические свойства
- Реагирует с водой:

{\displaystyle {\mathsf {Cr_{2}S_{3}+6H_{2}O\ \xrightarrow {} \ 2Cr(OH)_{3}+3H_{2}S\uparrow }}}
- Окисляется при нагревании на воздухе: |  | Достоверность этой статьи поставлена под сомнение. Необходимо проверить точность фактов и достоверность сведений, изложенных в этой статье. (22 апреля 2022) Пояснение: Продукты реакции, Cr2O(SO4)2 |

{\displaystyle {\mathsf {Cr_{2}S_{3}+5O_{2}\ {\xrightarrow {}}\ Cr_{2}O(SO_{4})_{2}+SO_{2}\uparrow }}}
- Разлагается концентрированными растворами щелочей, азотной кислотой и царской водкой:

{\displaystyle {\mathsf {Cr_{2}S_{3}+24HNO_{3}\ {\xrightarrow {}}\ 2Cr(NO_{3})_{3}+18NO_{2}\uparrow +3SO_{2}\uparrow +12H_{2}O}}}
- Восстанавливается водородом и оксидом углерода(II) при повышенной температуре до сульфида хрома(II):

{\displaystyle {\mathsf {Cr_{2}S_{3}+H_{2}\ {\xrightarrow {t}}\ 2CrS+H_{2}S\uparrow }}}